# USS Nucleus (AM-268)
USS Nucleus (AM-268) – trałowiec typu Admirable służący w United States Navy w czasie II wojny światowej. Służył na Atlantyku. Przekazany Związkowi Radzieckiemu w programie lend-lease służył na Pacyfiku.
Stępkę okrętu położono 7 września 1942 w stoczni Gulf Shipbuilding Corp. w Chickasaw (Alabama). Zwodowano go 26 czerwca 1943, matką chrzestną była V. Ludwig. Jednostka weszła do służby 11 lutego 1944, pierwszym dowódcą został Lt. D. H. Elliot.
Brał udział w działaniach II wojny światowej. Przekazany Związkowi Radzieckiemu, służył jako T-278.